# A szerelem hullámai
A Szerelem hullámai (愛のさざなみ; Hepburn: Ai no szazanami) egy japán könnyűzenei dal, melynek szövegét Nakanisi Rei(ja) írta, dallamát Hamagucsi Kuranoszuke(ja) szerezte, és Simakura Csijoko(ja) előadásában lett ismertté, mikor a művel az énekesnő elnyerte a 10. Japan Record Award különdíját.
A lemezt, melyen a dal szerepel 1968. július 1-én adták ki.
A dal érdekessége, hogy a háttérvokált Los Angelesben rögzítették a szerző javaslatára.

## Szövege
| この世に神様が本当にいるなら あなたに抱かれて私は死にたい ああ湖に小舟がただひとつ やさしくやさしくくちづけしてね くり返すくり返す さざ波のように あなたが私をきらいになったら 静かに静かにいなくなってほしい ああ湖に小舟がただひとつ 別れを思うと涙があふれる くり返すくり返す さざ波のように どんなに遠くに離れていたって あなたのふるさとは私ひとりなの ああ湖に小舟がただひとつ いつでもいつでも 思い出してね くり返すくり返すさざ波のように さざ波のように | Kono jo ni kamiszama ga hontou ni irunara anata ni dakarete vatasi va sinitai ā mizuumi ni kobune ga tada hitocu jaszasiku jaszasiku kucsizuke site ne kurikaeszu kurikaeszu sazanami no jou ni anata ga vatasi o kirai ni nattara sizuka ni sizuka ni inakunatte hosii ā mizuumi ni kobune ga tada hitocu vakare o omou to namida ga afureru kurikaesu kurikaesu sazanami no jou ni donna ni touku ni hanareteitatte anata no furuszato va vatasi hitori nano ā mizuumi ni kobune ga tada hitocu icudemo icudemo omoidasite ne kurikaeszu kurikaeszu sazanami no jou ni sazanami no jou ni | Ha valóban létezik Isten ezen a világon, A karjaidban szeretnék meghalni. Ó, mindössze egy kis csónak lebeg a tavon, Finoman, gyengéden csokólj meg, Újra, és újra, ahogy a hullámok zúgnak. Ha egy nap meggyűlölnél engem, Csendesen, halkan menj el. Ó, mindössze egy kis csónak lebeg a tavon, A búcsúra gondova kicsordulnak a könnyeim, Újra, és újra, ahogy a hullámok zúgnak. Bármilyen messze is legyünk, A szülővárosodban egyedül én vagyok számodra. Ó, mindössze egy kis csónak lebeg a tavon, Mindig, mindig emlékezz rám, Újra, és újra, ahogy a hullámok zúgnak, úgy, ahogy a hullámok zúgnak. |

## Fordítás
- Ez a szócikk részben vagy egészben  a(z)   愛のさざなみ című japán Wikipédia-szócikk fordításán alapul.  Az eredeti cikk szerkesztőit annak laptörténete sorolja fel. Ez a jelzés csupán a megfogalmazás eredetét és a szerzői jogokat jelzi, nem szolgál a cikkben szereplő információk forrásmegjelöléseként.